# 双氢键

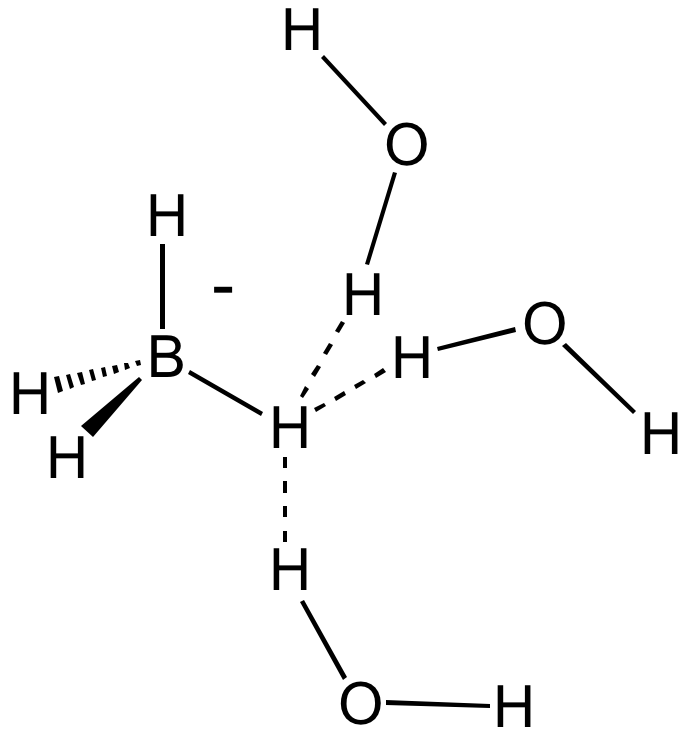
NaBH_{4}(H_{2}O)_{2}中的双氢键

双氢键是氢键的一种，是金属氢化物与OH或NH基团或其它含质子基团的相互作用。Brown 和 Heseltine 首先发现这一现象。 他们发现在(CH3)2NHBH3的红外光谱的3300和3210cm−1处有强烈的吸收峰。能量较高的峰对应普通的N-H键振动，而能量较低的峰则是N-H键与B-H键结合的结果。如果将溶液稀释，3300 cm−1处的吸收峰会增强，而3210 cm−1处的吸收则明显减弱，证明了这是一个分子间的相互作用。
硼烷氨的晶体检测结果，再一次使大家的目光集中在了双氢键。在这个分子中，如同 Brown 和 Hazeltine 研究的那样，氮上的氢带有部分正电荷，表示为Hδ+，而硼上的氢则带有负电荷，表示为Hδ-。 换句话说，该胺是一个质子酸而硼烷端则带有一个负电荷，因此而形成的。B－H...H－N 吸引进一步的稳定了整个分子，使之为固态。与之类比的是乙烷，后者的沸点比前者低了285℃。因为在整个成键中用到了两个氢原子，因此称为双氢键。
在一个氢负离子和一个质子酸的反应当中，在氢气生成之前，可能有双氢键的生成。在NaBH4·2H2O 中也能发现一个较短的双氢键，其中H-H键长分别为1.79、1.86 和1.94 Å。
这类H－H键相互作用与过渡金属配合物中的H－H键相互作用不同，后者有与金属的双氢键。 在两个中性的没有成键的氢原子之间也可能存在假设的H－H键。（参见分子中的原子理论）